# Rångsjön, Dalarna
Rångsjön är en sjö i Älvdalens kommun i Dalarna och ingår i Dalälvens huvudavrinningsområde. Sjön har en area på 0,149 kvadratkilometer och ligger 576,1 meter över havet.

## Delavrinningsområde
Rångsjön ingår i det delavrinningsområde (687236-132368) som SMHI kallar för Inloppet i Storhån. Medelhöjden är 579 meter över havet och ytan är 23,49 kvadratkilometer. Räknas de 19 avrinningsområdena uppströms in blir den ackumulerade arean 317,57 kvadratkilometer. Guttan som avvattnar avrinningsområdet har biflödesordning 2, vilket innebär att vattnet flödar genom totalt 2 vattendrag innan det når havet efter 488 kilometer. Avrinningsområdet består mestadels av skog (78 procent) och sankmarker (12 procent). Avrinningsområdet har 0,33 kvadratkilometer vattenytor vilket ger det en sjöprocent på 1,4 procent.